# Episodi di Delhi Crime
La prima stagione completa della serie televisiva Delhi Crime è uscita su Netflix il 22 marzo 2019.
| nº | Titolo originale | Titolo italiano | Uscita originale | Uscita in Italia |
| -- | ---------------- | --------------- | ---------------- | ---------------- |
| 1  | Episode 1        | Episodio 1      | 22 marzo 2019    | 22 marzo 2019    |
| 2  | Episode 2        | Episodio 2      | 22 marzo 2019    | 22 marzo 2019    |
| 3  | Episode 3        | Episodio 3      | 22 marzo 2019    | 22 marzo 2019    |
| 4  | Episode 4        | Episodio 4      | 22 marzo 2019    | 22 marzo 2019    |
| 5  | Episode 5        | Episodio 5      | 22 marzo 2019    | 22 marzo 2019    |
| 6  | Episode 6        | Episodio 6      | 22 marzo 2019    | 22 marzo 2019    |
| 7  | Episode 7        | Episodio 7      | 22 marzo 2019    | 22 marzo 2019    |

## Episodio 1
- Titolo originale: Episode 1
- Diretto da: Richie Mehta
- Scritto da: Richie Mehta

### Trama
Primo giorno, ore 22:38. Due giovani vengono ritrovati nudi in un fosso vicino al cavalcavia. Il ragazzo, Akash Kumar, riferisce che lui e la fidanzata Deepika hanno trascorso la serata al cinema, salendo a bordo dell'unico autobus che li avrebbe condotti a casa, dove sono stati aggrediti da sei uomini. Mentre Akash se l'è cavata con qualche livido, Deepika è stata stuprata con una verga di ferro, riportando gravi danni agli organi del corpo che ne mettono in pericolo la sopravvivenza.
La vice-commissaria di polizia Vartika Chaturvedi prende il caso molto sul personale, un crimine talmente orrido ed efferato da non poter essere considerato un normale stupro di gruppo. Fidandosi poco del burocratico e inefficiente dipartimento di polizia, Vartika crea una task force ad hoc, composta da uomini e donne di sua fiducia, convinta che i responsabili vadano individuati al massimo entro dieci ore. Tra i prescelti di Vartika c'è Neeti Singh, una giovane recluta appena arrivata a Delhi che proprio quella mattina ha stanato un trafficante di avorio. Vartika ordina di perlustrare la città alla ricerca di autobus bianchi corrispondenti alla scarna descrizione fornita da Akash, ancora sotto shock soprattutto per non essere riuscito a proteggere Deepika. Tra i pochi dettagli ricordati da Akash c'è una statua di Shiva sul cruscotto dell'autista del mezzo.
Secondo giorno. Vartika si sistema nell'ufficio di un collega, da cui coordinerà le operazioni. Due agenti fermano un autobus sospetto, il cui conducente riferisce che viene utilizzato esclusivamente come scuolabus. Gli agenti decidono di lasciarlo andare, senza però notare la statua di Shiva sul cruscotto.

## Episodio 2
- Titolo originale: Episode 2
- Diretto da: Richie Mehta
- Scritto da: Richie Mehta

### Trama
Secondo giorno ore 09:00. I media iniziano a dare la notizia dello stupro, mettendo pressione su Vartika e la sua squadra che speravano di poter indagare senza l'assillo della stampa. L'opinione pubblica inizia ad agitarsi, con manifestazioni spontanee contro la polizia di Delhi, accusata di non aver fare abbastanza per proteggere i propri cittadini. A una protesta di studenti si unisce anche Chandni, la figlia di Vartika, che vorrebbe andare a studiare all'estero perché in India si sente in pericolo. Una ditta di autobus, la Sirish Travel, segnala la mancanza di un mezzo che parrebbe corrispondere a quello incriminato.
Il capo della polizia vuole che Vartika tenga una conferenza stampa per arginare la curiosità dei media. L'autobus è rintracciato e il conducente Jai Singh tratto in arresto. Vartika ordina che il mezzo venga trasportato in un posto sicuro, dove possa essere analizzato senza pericolo di contaminazioni. Jai Singh dichiara di non aver lavorato la sera precedente, ma di non sapere dove si trovi il fratello che fa il controllore sullo stesso autobus. L'ispettore Bhupendra Singh trova tracce di sangue sotto il pianale in fondo all'autobus, dove con ogni probabilità è stato consumato lo stupro. Dai tabulati telefonici di Jai Singh risulta che il suo cellulare si trovava sulla rotta del mezzo, facendo quindi crollare il suo alibi.

## Episodio 3
- Titolo originale: Episode 3
- Diretto da: Richie Mehta
- Scritto da: Richie Mehta

### Trama
Secondo giorno, ore 23:00. Jai Singh confessa di essere membro del gruppo che ha aggredito Akash e Deepika, attribuendosi la responsabilità della violenza inflitta con la spranga alla ragazza. Due compagni, Vikas e Brajesh, sono catturati dalla squadra di Vartika, la quale fatica a controllarsi davanti alla naturalezza con cui Jai racconta l'orrore perpetrato ai danni di Deepika. A far riflettere gli inquirenti è una frase di Jai Singh che ha tentato di giustificare il raptus con il fatto che Akash non sarebbe "un vero indiano". Nella casa di uno degli arrestati è rinvenuto un sacchetto contenente le carte di credito delle vittime.
Sulla caviglia di Brajesh è trovato un morso che potrebbe essere ricondotto al tentativo di Deepika di difendersi. Lui e Vikas si vedono costretti ad aggiungere ulteriori dettagli al quadro fosco della violenza, precisando che lo stupro con la spranga è esclusiva responsabilità di Jai. I due rivelano che Jai è diventato violento da quando ha perso la moglie, un lutto che gli ha scatenato l'odio verso le coppie felici come Akash e Deepika. Gli uomini di Vartika raggiungono la casa di Jai, dove si trova suo fratello Amar. Quest'ultimo riesce però a fuggire mentre con i poliziotti stava guadando il fiume.

## Episodio 4
- Titolo originale: Episode 4
- Diretto da: Richie Mehta
- Scritto da: Richie Mehta

### Trama
Terzo giorno, ore 07:00. Il tentativo di fuga di Amar ha vita breve e anche lui è costretto ad arrendersi alla polizia. Un testimone afferma di aver assistito in passato a un altro tentativo di stupro, avvenuto sempre a bordo di un autobus bianco. Vartika è convocata dal ministro che è preoccupato per le proteste in strada, ricevendo assicurazione che se ne occuperanno una volta che saranno stati presi anche gli ultimi due colpevoli. I timori sono legati anche a possibili linciaggi dei manifestanti nei confronti dei responsabili. Akash identifica Jai come colui che lo ha colpito con la spranga e successivamente violentato Deepika. Quest'ultima, intanto, si risveglia dal coma.
Vartika si reca in tribunale, dove viene fissata un'udienza in cui la polizia dovrà fornire spiegazioni circa il ritardo con cui Deepika è stata trasportata in ospedale. Lamentando di avere pochi giorni di tempo per prepararsi, Vartika teme che l’udienza possa ostacolare le indagini. Chandni è nuovamente trascinata a una manifestazione, dopo aver schiaffeggiato una compagna di scuola per aver accusato sua madre di non saper fare il suo lavoro. Dai tabulati del telefono di Akash emerge che la sera dello stupro ha ricevuto la telefonata di una donna che parrebbe essere la sua vera fidanzata.

## Episodio 5
- Titolo originale: Episode 5
- Diretto da: Richie Mehta
- Scritto da: Richie Mehta

### Trama
Terzo giorno, ore 18:00. Deepika deve affrontare un nuovo intervento chirurgico perché l’intestino non è completamente guarito. Akash viene spostato in un hotel mentre la sua posizione è al vaglio, poiché Bhupendra sospetta che possa avere in qualche modo agevolato lo stupro ai danni della fidanzata o, a questo punto, presunta tale. Vartika deve barcamenarsi tra i rischi per l’incolumità di Jai una volta che sarà tradotto in carcere e le pressioni politico-mediatiche affinché ai responsabili della violenza sia comminata la pena di morte. Alcuni uomini della task force progettano un’operazione nei territori dei ribelli marxisti Naxaliti, di dove è originario Alok Kumar.
Quarto giorno. Il primo ministro mette alla berlina la polizia per essersi mossa in ritardo, oltre al fatto che le autorità non prendono mai sul serio le denunce avanzate dalle donne. Vartika esce moralmente provata dalla visita a Deepika in ospedale. I poliziotti andati in missione vengono avvertiti dai colleghi locali di muoversi con circospezione, poiché i Naxaliti sono in guerra con Delhi. Il padre di Alok accetta di collaborare per riuscire a trovare il figlio. Jai è trasferito al carcere di Tihar. Chandni non vuole più andare alle manifestazioni con i compagni di scuola e prega la madre di torna a casa presto, ma Vartika intende restare in trincea fino a quando il caso non sarà risolto.

## Episodio 6
- Titolo originale: Episode 6
- Diretto da: Richie Mehta
- Scritto da: Richie Mehta

### Trama
Quarto giorno, ore 18:00. Il capo della polizia impone a Vartika di chiudere il caso nel più breve tempo possibile, compreso il fatto che Deepika dovrà essere nelle condizioni di testimoniare per far condannare i colpevoli. Vikas e Brajesh tentano il suicidio con una spilletta trovata nella cella, incidendo sul muro la scritta "mamma perdonami".
Quinto giorno, ore 06:00. Una giornalista fidata riferisce a Vartika che un collega di un'altra testata è riuscito a ottenere un'intervista con Akash dall'albergo in cui è sotto custodia. Vartika chiede all'avvocato della polizia di prendere tempo con il tribunale, assicurandogli che manca poco per catturare gli ultimi due violentatori in circolazione. Vartika dissuade Akash dal rilasciare l'intervista, avvertendolo che la minima discordanza nel suo racconto potrebbe nuocere all'accusa nel processo. I poliziotti in missione trovano un uomo che dice di conoscere Sonu, ma quando arrivano al villaggio scoprono che si tratta di un anziano che non corrisponde minimamente alla descrizione dello stupratore.
Vartika sonda la possibilità di far testimoniare Deepika, ma la ragazza ha brevi momenti di lucidità e i danni agli organi del corpo rischiano di essere irreparabili. Akash non ha ascoltato il suggerimento di Vartika e intende concedere ugualmente l'intervista.

## Episodio 7
- Titolo originale: Episode 7
- Diretto da: Richie Mehta
- Scritto da: Richie Mehta

### Trama
Sesto giorno, ore 02:00. Vartika si precipita nell'albergo di Akash per intimargli di non rilasciare l'intervista. La vice-commissaria non nasconde a Bhupendra che questo caso, a prescindere da come finirà, è destinato a cambiare il modo in cui vede il suo lavoro. Nel frattempo, Sonu viene finalmente catturato dai poliziotti, sconcertati dalla sua giovanissima età che comporta il rischio, processandolo come minorenne, di far assolvere tutti gli altri imputati. Mentre dai piani alti cresce la pressione per assicurare alla giustizia anche l'ultimo uomo ancora a piede libero, le proteste in piazza superano il livello di guardia, obbligando le forze dell'ordine a reprimerle con la forza. Il capo della polizia, paventando l'istituzione di una commissione d'inchiesta, avverte Vartika che dalla risoluzione del caso dipendono entrambe le loro carriere.
Deepika supera la crisi ed è in grado di deporre, anche se i familiari chiedono che non venga filmata.  La ragazza racconta al magistrato che è stata violentata a turno dai sei ragazzi, dei quali ricorda tutti i nomi. Intanto, i poliziotti completano il lavoro con l'arresto di Alok Kumar. Vartika annuncia felice al marito e alla figlia che hanno completato l'operazione e tra poche ore sarà a casa. Alla notizia che tutti i colpevoli sono stati catturati, le proteste in piazza cessano all'istante, con le persone che si raccolgono a commemorare le vittime di violenza. Vartika ringrazia la squadra per l'ottimo lavoro svolto, ricordando che se non fosse stato per la pronta denuncia di chi ha ritrovato Akash e Deepika, probabilmente non sarebbero mai riusciti a prendere tutti i responsabili. Vartika deve tornare al lavoro, quando giunge la notizia che Jai Singh si sarebbe suicidato in carcere.
- Epilogo: In seguito a questo caso, sono state promulgate nuove leggi anti-stupro, con pene più severe per i violentatori e processi per direttissima. Dopo la cattura di tutti i sospettati, e un apparente suicidio nel carcere di Tihar, quattro di loro sono stati condannati a morte; sono tutt'oggi nel braccio della morte. Il minorenne ha scontato tre anni in un carcere minorile ed è ora libero. La vittima maschile è stata intervistata alla tv nazionale tre settimane dopo l'aggressione. La vittima femminile è morta il 29 dicembre, due settimane dopo l'aggressione; la sua eredità è ancora viva.